# Ahn Byeong-ki
Ahn Byeong-ki (5 novembre 1966) è un regista, produttore cinematografico e sceneggiatore sudcoreano, specializzato nel cinema dell'orrore.
Laureatosi al Seoul Institute of the Arts, inizia la propria carriera negli anni novanta come assistente alla regia di Chung Ji-young. Nel 2000, dopo aver lavorato come montatore in Jukgeona hokeun nabbeugeona, esordisce come regista e sceneggiatore in Ga-wi. Tra il 2002 e il 2004 raggiunge la notorietà dirigendo e scrivendo i film Phone (che produce con la sua neonata casa di produzione Toilet Pictures) e Bunsinsaba (2004), . Nel 2006 è regista, sceneggiatore e produttore del suo quarto film, Apateu, e produce una serie di quattro film horror (ognuno diretto da un diverso regista esordiente) intitolata 4 Horror Tales. In seguito produce i film drammatici di Kang Hyeong-cheol Kwa-sok-seu-kaen-deul (2008) e Sseo-ni (2011). Nel 2012 torna alla regia con Bi Xian, dirigendone anche i due sequel usciti nei successivi due anni.

## Filmografia

### Regista
- Ga-wi (2000)
- Phone (Pon) (2002)
- Bunsinsaba (2004)
- Apateu (2006)
- Bi Xian (2012)
- Bi Xian 2 (2013)
- Bi Xian 3 (2014)

### Produttore
- Phone (Pon) (2002)
- Apateu (2006)
- 2 wol 29 il, regia di Jung Jong-hoon (2006)
- Nebeonjjae cheung, regia di Kwon Il-soon (2006)
- Eoh-neu-nal-gap-ja-gi D-Day, regia di Kim Eun-kyung (2006)
- Juk-eum-yi soop, regia di Kim Jung-min (2006)
- Kwa-sok-seu-kaen-deul, regia di Kang Hyeong-cheol (2008)
- Sseo-ni, regia di Kang Hyeong-cheol (2011)

### Sceneggiatore
- Ga-wi (2000)
- Phone (Pon) (2002)
- Bunsinsaba (2004)
- Apateu (2006)

### Assistente alla regia
- Hayan chonjaeng, regia di Jeong Ji-yeong (1992)
- Hollywood Kid Eu Saeng-ae, regia di Chung Ji-young (1994)
- Yongbyeong-Iban, regia di Lee Hyun-seok (1996)
- Blackjack, regia di Chung Ji-young (1997)
- Ga, regia di Chung Ji-young (1998)

### Montatore
- Jukgeona hokeun nabbeugeona, regia di Ryoo Seung-wan (2000)